# Октагонирано квадратно пано
Октагонираното квадратно пано е нееднообразно полуправилно пано. Има две връхни конфигурации:
2 равнобедрени триъгълника и 2 осмоъгълника
2 равнобедрени триъгълника, 1 квадрат и 1 осмоъгълник.
Има пакетна симетрия.